# Anna Budziak
Anna Elżbieta Budziak – polska literaturoznawczyni, dr hab. nauk humanistycznych, profesor uczelni
Instytutu Filologii Angielskiej Wydziału Filologicznego Uniwersytetu Wrocławskiego.

## Życiorys
10 listopada 1998  obroniła pracę doktorską Czas i historia u T. S. Eliota, 2 czerwca 2009 habilitowała się na podstawie pracy zatytułowanej Cielesna jaźń i zwodniczy tekst. Dwoistość postaci u Patera i Wilde 'a. Jest zatrudniona na stanowisku adiunkta w Instytucie Filologii Angielskiej na Wydziale Filologicznym Uniwersytetu Wrocławskiego.